# CSS Manassas
29°21′35″ пн. ш. 89°27′07″ зх. д. / 29.359722222222° пн. ш. 89.451944444444° зх. д.

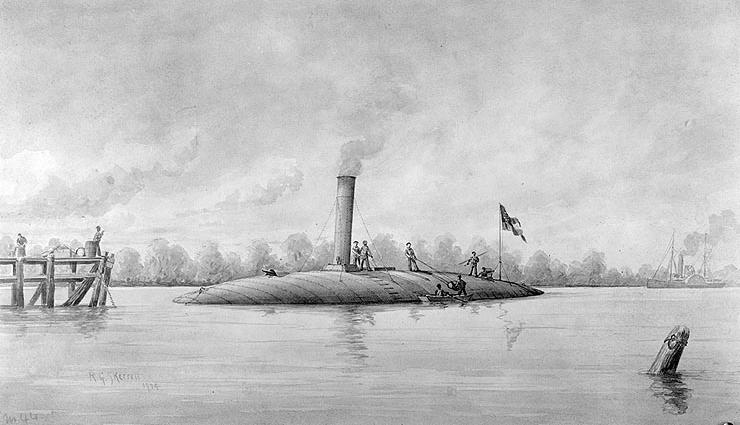
Зображання "Манассаса", виконане 1904 року

CSS Manassas, колишній паровий криголам Enoch Train, був побудований в 1855 році Джеймсом О. Кертісом як дво-гвинтовий буксир у Медфорді, штат Массачусетс. Новий Орлеан уповноважив  Джона А. Стівенсона придбати її для використання в якості капера після того, як судно було захоплене каперським кораблем (пізніше канонеркою) CSS Ivy. Перебудова колишнього буксира у "Манассас " було завершено в  місті Алжирі, Луїзіана. Його перетворення в таран з радикально нової конструкції зробило "Манассас " перший броньований корабель, оснащеним Конфедерацією. 

## Опис
Покритий півторадюймовими (32 міліметровими) металевими плитами, надводний корпус був переформований у вигнуту "черепахоподібну" форму, при повному завантаженні, корпус піднімався лише на 6 з половиною футів (приблино 2 метри) вище ватерлінії, якщо не рахувати димові труби (уцілілі тогочасні описи та ілюстрації дещо відмінні, зображаючи "Манассас" з однією або двома розташованими біч оіч трубами, можливо, трохи нахиленими  назад). Опукла форма залізної верхньої частини корабля забезпечувала рикошет ворожих снарядів. Корабель мав довжину 39 метрів, та бімс - 7,9 метрів,  осадку 3,4 метри. Ніс корабля оснастили гострим залізним тараном, аби пробивати корпуси кораблів Союзу. Броненосець також міг вести вогонь по курсу, маючи єдиний гарматним порт з броньованою заслінкою. Низький профіль "Манассаса" робив його важкою мішенню, а його вигнута броня з залізних пластин захистила від ворожих снарядів, крім хіба що найбільш влучно спрямованих. Швидко рухаючись, з  низько у воді, вона виглядала як плаваюча сигара або занурена яйцева шкаралупа і була описана розвідкою Союзу як "пекельна машина".   

## Історія служби
12 вересня 1861 року "Манассас" був узятий на службу як конфедеративний приватир. Невдовзі після цього "Манассас" зайняв флаг-офіцер (звання командира окремого загону кораблів) Джордж Н. Холлінс, CSN, для використання в нижній течії Міссісіпі. Під командуванням лейтенанта Ф. Уорлі, корабель взяв участь в раптовому нападі  загону Холлінса на блокадну ескадру Федерації у гирлі Міссісіпі 2 жовтня 1861 року, відомому як битва при Хед-оф-Пассес. У акції "Манассас" таранив шлюп північан "Річмонд", але вплив удару був частково пом'якшений вугільною баржею, прив'язаною поруч. Водночас сам "Манассас" втратив таран, йому збили  димову трубу, а один з двох його двигунів зірвало з кріплень. Тим не менш броненосцю вдалося відступити під вогнем ворожих шлюпів  "Preble" і "Річмонд", чиї снаряди лише сковзали по броні. Через два місяці після цього бою "Манассас" був придбаний урядом Конфедерації і офіційно введений до складу флоту. 
Під командуванням лейтенантом Уорлі, CSS Manassas приєднався до сил капітана Джона К. Мітчелла, командувача військово-морськими силами Конфедерації у нижній течії Міссісіпі. Корабель брав участь у битві біля фортів Джексон і Сент-Філіп, під час якої коммодор Девід Фаррагут, на шляху до Нового Орлеана, провів свою ескадру повз  укріплення конфедератів. У битві "Манассас" спробував таранити USS Pensacola, який втім вчасно відвернув вчасно, щоб уникнути потужного удару і випустив бортовий залп з близької відстані. Потім "Манассас" зазнав обстрілу з усієї лінії ескадри  Союзу. Потім  броненосець атакував шлюп "Міссісіпі", завдавши ковзного удару по його корпусу, також вистрілив зі своєї  єдиної гармати, . Далі вона протаранила інший шлюп - "Бруклін", знову вистреливши зі своєї гармати, завдавши ворожому кораблю глибокого . 

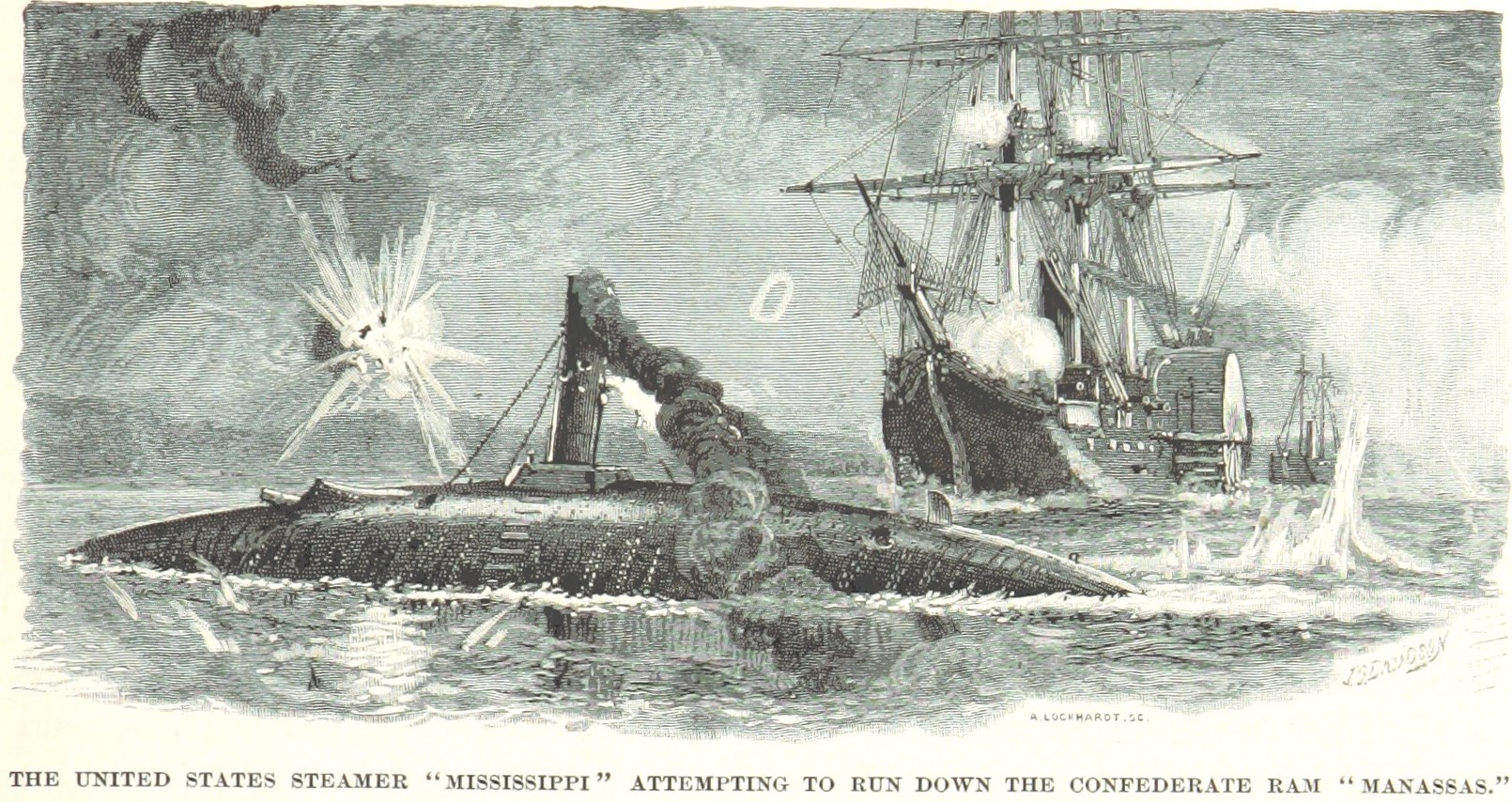
"Міссісіпі" намагається таранити "Манассас"

Після цієї акції "Манассас" певний час рухався за ескадрою Союзу, але коли броненосець наблизилася, "Міссісіпі" спробувала його протаранити. "Манассасу" вдалося ухилитися від удару, але під час маневру сів на мілину. Екіпаж корабля встиг врятуватися, оча "Міссісіпі" обстрілювала знерухомлений броненосець  бортовими залпами. Охоплений вогнем "Манассас" зі сковзнув з мілини і  подрейфував униз річкою до флотилії мортирних суден Союзу. Командер Девід Діксон Портер, командувач флотилії, намагався врятувати броненосець як інженерну цікавість, але "Манассас" вибухнув і пішов під воду. 